# Maria Beatrice d’Este (1750–1829)

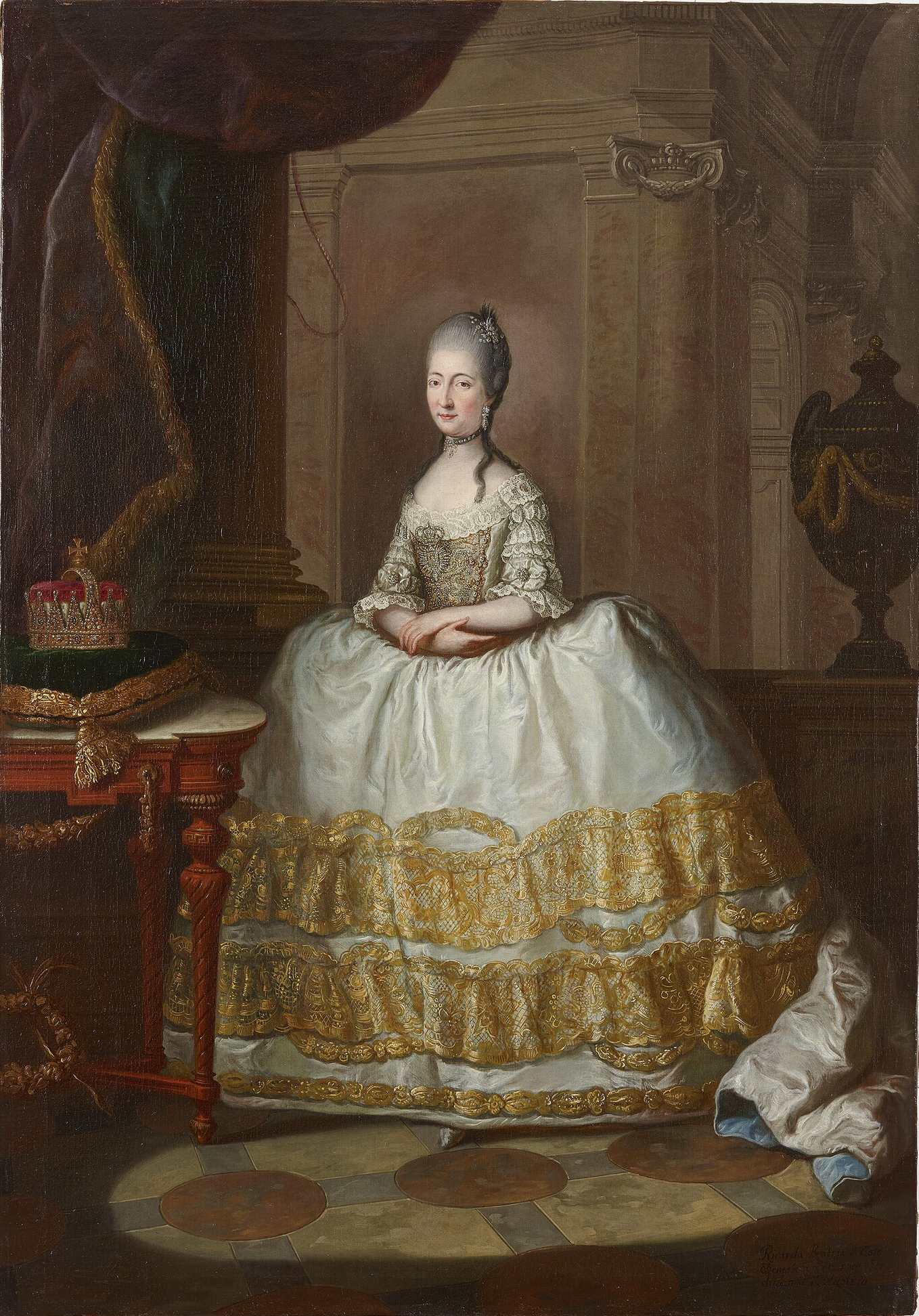
Maria Beatrice d’Este, 1772, Château de Versailles

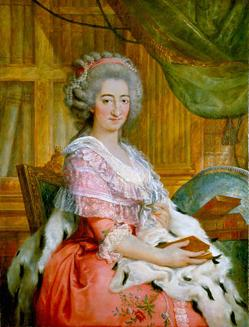
Maria Beatrice d’Este, ca. 1774

Maria Beatrice Ricciarda d’Este (auch Maria Beatrix von Este * 7. April 1750 in Modena; † 14. November 1829 in Wien) aus dem Hause Este war die Letzte und Alleinerbin ihres berühmten Geschlechts. Die verheiratete Erzherzogin von Österreich brachte die Erbschaft ihres Vaters, die Herzogtümer Modena und Reggio sowie die Erbschaft ihrer Mutter, das Herzogtum Massa und Carrara, dem Hause Habsburg-Lothringen zu und wurde damit zur Begründerin der Linie Österreich-Este. Von 1790 bis 1797 und von 1814 bis 1829 war sie regierende Herzogin von Massa und Carrara, während das Herzogtum Modena-Reggio bereits zu Lebzeiten ihres Vaters 1796 von Frankreich faktisch annektiert worden war. Auf dem Wiener Kongress 1815 wurde es an Maria Beatrices Sohn restituiert und von den Nachfahren, zusammen mit Massa-Carrara, noch bis 1859 regiert.

## Abstammung, Jugend und Heirat
Maria Beatrice Ricciarda d’Este wurde am 7. April 1750 als erstes Kind und als einzige Tochter des Herzogs von Modena, Ercole III. d’Este, und seiner Frau Maria Teresa Cybo-Malaspina (einer Tochter des Herzogs Alderano von Massa und Carrara) in Modena geboren. Als ihr jüngerer Bruder Rinaldo, der Stammhalter des Hauses Este, im Jahre 1753 wenige Monate nach seiner Geburt verstarb, wurde sie mangels männlicher Erben zur Alleinerbin des Herzogtums Modena und des Herzogtums Reggio. Zusätzlich erbte sie von ihrer Mutter noch das Herzogtum Massa und Carrara.
Als Erbin von vier Herzogtümern war Maria Beatrice eine begehrte Partie auf dem europäischen Heiratsmarkt und erweckte die Aufmerksamkeit von Kaiserin Maria Theresia von Österreich, die sich im Rahmen ihrer Eheplanungen um vorteilhafte dynastische Beziehungen zwischen dem Haus Habsburg und italienischen Fürstenhäusern bemühte. Maria Theresia, die schon früh Heiratspläne für ihre vierzehn überlebenden Kinder schmiedete, hatte die Absicht, das Herzogtum Modena mit dem Haus Habsburg zu verbinden.
Erzherzog Ferdinand Karl wurde deshalb schon im frühesten Kindesalter mit der einzigen Tochter des Herzogs von Modena, Maria Beatrice, verlobt. Am 15. Oktober 1771 heiratete der 17-jährige Herzog schließlich in Mailand die vier Jahre ältere Maria Beatrice d’Este (auch Maria Beatrix d’Este genannt). Teil der Hochzeitsfeierlichkeiten waren die Uraufführungen der Opern Il Ruggiero von Johann Adolph Hasse und Ascanio in Alba von Wolfgang Amadeus Mozart. Die Ehe zwischen Ferdinand Karl und Maria Beatrice verlief glücklich.

## Nachkommen

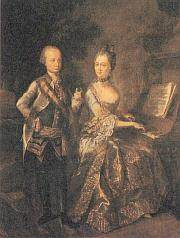
Ferdinand Karl und Beatrice d’Este

Maria Beatrice und ihr Gemahl hatten neun Kinder und begründeten die Linie von Österreich-Este.
1. Maria Theresia von Österreich-Este (1773–1832) ⚭ Viktor Emanuel I. von Sardinien
2. Joseph Franz (1775–1776)
3. Maria Leopoldine von Österreich-Este (1776–1848) ⚭ Karl Theodor von Bayern und Graf Ludwig von Arco
4. Franz (IV). von Österreich-Este (1779–1846), von 1814 bis 1846 Herzog von Modena
5. Ferdinand Karl Josef von Österreich-Este (1781–1850), ab 1830 Generalgouverneur von Galizien
6. Maximilian Joseph (1782–1863), Hochmeister des Deutschen Ordens
7. Maria Antonia von Österreich-Este (1784–1786)
8. Karl Ambrosius von Österreich-Este (1785–1809), Erzbischof von Gran
9. Maria Ludovika von Österreich-Este (1787–1816) ⚭ Kaiser Franz I. von Österreich

## Ehe, Witwenzeit und Tod

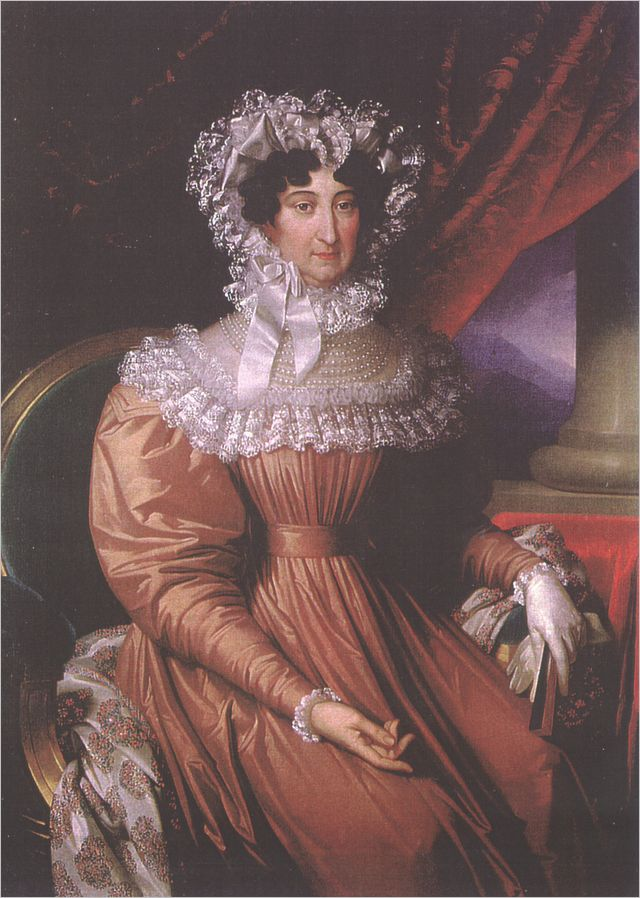
Maria Beatrice d’Este

1780 wurde Ferdinand Karl Statthalter der Lombardei, wobei er von seiner Gattin unterstützt wurde. Politisch blieb er ebenso machtlos wie seine ältere Schwester Maria Christine von Österreich als Statthalterin der Niederlande. Joseph II. ließ seinem Bruder nicht viel Spielraum. Trotzdem war das Paar vor allem wegen seines sozialen Engagements bei der Bevölkerung sehr beliebt. Maria Beatrice widmete sich persönlich der Erziehung ihrer Kinder und richtete ihr Augenmerk dabei vor allem auf ihre jüngste Tochter Maria Ludovika.
Nach dem Tod ihrer Mutter (1790) folgte Maria Beatrice ihr als Herzogin von Massa und Carrara nach. In der Folge der Französischen Revolution wurden die beiden Herzogtümer 1796 zur Cispadanischen Republik erklärt, die im Jahr darauf in der Cisalpinischen Republik aufging. Die Familie Este wurde 1801 im Frieden von Lunéville für den Verlust des Herzogtums Modena mit den habsburgischen Besitzungen Breisgau und Ortenau entschädigt; 1803 starb der letzte Herzog, Ercole III. d’Este ohne männlichen Erben. Die Erbrechte der einzigen Tochter, Maria Beatrice, an ihrem väterlichen Erbteil gingen, da hier keine weibliche Thronfolge erlaubt war, 1803 auf ihren ältesten Sohn Franz über.
Napoleons Einmarsch in Mailand im Jahre 1796 zwang aber Ferdinand Karl und seine Familie zur Flucht vor den französischen Truppen. Nach Aufenthalten in Triest und Brünn ließ sich die Herzogin mit einem Teil der Kinder in Wiener Neustadt nieder, während Ferdinand Karl mit den älteren Söhnen im Schloss Belvedere in Wien Residenz bezog.
Ende 1806 starb Ferdinand Karl. Die nun verwitwete Maria Beatrice wurde im Januar 1808 aufgrund der Heirat ihrer Tochter Maria Ludovika mit Franz I. von Österreich Kaiserinmutter. Sie zeigte sich politisch sehr interessiert, unterhielt eine lebhafte Korrespondenz mit ihrer jüngsten Tochter und bemühte sich ausdauernd, ihr Erbteil zurückzubekommen. Nach dem Sturz Napoleons 1814 erhielt sie dann auch wieder die Herrschaft über Massa und Carrara und zusätzlich kraft der Bestimmungen des Wiener Kongresses die kaiserlichen Lehen in der Lunigiana, während ihr ältester Sohn als Franz IV. nun Herzog von Modena und Reggio wurde. Nachdem sie am 14. November 1829 im Alter von 79 Jahren gestorben war, wurde das von ihr regierte Territorium mit Modena vereinigt. Ihre letzte Ruhestätte fand Maria Beatrice in der Wiener Kapuzinergruft.
1806 kaufte sie die Stockhammerschen Gärten im heutigen 3. Wiener Gemeindebezirk mit einem kleinen Gartenpalais, das sie 1810/11 von Alois Pichl zum Palais Modena-Este umbauen ließ. Es wurde 1916 demoliert und in der Zwischenkriegszeit wurde an der Stelle der Gärten das Modenapark-Viertel angelegt. 1811 kaufte sie auch ein Palais in der Wiener Herrengasse, das seither Palais Modena heißt und ließ es ebenfalls von Pichl klassizistisch umbauen.
Im Jahr 1862 wurde in Wien-Landstraße (3. Bezirk) die Beatrixgasse nach ihr benannt und 1916 der Platz Am Modenapark; der Modenapark ist ebenfalls nach ihr benannt.